# 斯蒂芬·黄
斯蒂芬·黄（1956年11月26日—），瑞典华人物理学家，其父为瑞典中国文化学者黄祖瑜。

## 生平
德克萨斯大学毕业。2010年至2016年担任新成立的林奈大学首任校长，2017年担任哈尔姆斯塔德大学校长。